# Hoppípolla
"Hoppípolla" (ˈhɔʰpipʰɔtla, "Hopp í polla", 아이슬란드어로 '웅덩이에 뛰어들다')는 아이슬란드의 밴드 시규어 로스의 2005년 앨범 <Takk...>에 두번째 트랙으로 실린 곡이다. 2005년 11월 28일 앨범 발매와 함께 공개되었다. 가사는 주로 아이슬란드어로 되어 있으나, 일부 구절은 시규어 로스가 이른바 '희망어' (Vonlenska)라 칭하는 '언어'로 되어 있다. 시규어 로스의 여타 곡과 마찬가지로 초반 작곡단계에서 별명이 붙여졌는데, 밴드가 이 곡으로 상업적인 성공을 거뒀으면 하는 바램에서 '돈의 노래' (The Money Song)로 이름하였다고 전해진다. 그리고 그 별명처럼 시규어 로스 역사상 가장 큰 성공을 거뒀으며, 2006년 5월에는 영국 싱글 차트에 24위까지 진출하기도 했다. 또 해당 장르 중에서는 가장 이름난 곡이기도 하다.
싱글 〈Hoppípolla〉에는 <Hoppípolla>의 반주 종결부인 <Með blóðnasir>가 함께 실려 있으며 이 역시 <Takk...>에도 수록되었다. 그리고 1997년 시규어 로스의 데뷔 앨범인 <Von>에 수록됐던 곡 <Hafssól>의 리메이크 버전도 수록되어 있다. 다만 이쪽 싱글에는 'Hafsól'이라는 이름으로 수록된 상태다.

## 트랙리스트
CD (CDEM 673) / 12" (12EM 673)
1. "Hoppípolla" – 4:36
2. "Með blóðnasir" – 2:24
3. "Hafsól" (2005 ver.) – 9:47

7" (EM 673)
1. "Hoppípolla" – 4:36
2. "Heysátan" – 4:09

## 뮤직비디오
<Hoppípolla>의 프로모션 영상은 아르니 & 킨스키가 감독을 맡았으며 2005년 11월에 촬영되었다. 뮤직비디오의 내용은 두 무리의 노인들이 레이캬비크 교외 지역을 거닐며 애들처럼 행동하고 다니는 장면들을 담은 것으로, 사람들에게 장난질을 하고 다니다 어느 공동묘지 근처에서 물풍선과 나무칼로 서로 전투를 벌이는 모습이다. 이때 한 할아버지가 다쳐서 (가사에 나오는 것처럼) 코피를 흘리자 상대편이 겁을 먹고 도망치고, 나머지 노인들은 승리를 자축한다. 영상 중간중간에는 노래의 제목을 상징하듯 길가의 '웅덩이에 첨벙첨벙 뛰어드는' 장면들이 다수 등장한다.
뮤직비디오 내에는 밴드 멤버들도 등장한다. 키보드를 맡는 키아르탄 스베인손은 초인종 장난을 당하는 사람으로, 기타와 보컬을 맡는 욘 소우르 비르기손은 노인들이 배를 훔쳐 먹을 때 가게에서 계산을 보는 직원으로, 드럼을 맡는 오리 파우들 디라손은 자기 자전거를 수리하는 사람으로, 베이스를 맡는 게오르그 홀름은 거리를 청소하는 사람으로 등장한다.

## 일반 매체에서의 등장
"Hoppípolla"는 2006년 BBC의 다큐멘터리 대작 <플래닛 어스>의 TV 예고편 배경음악으로 사용되어, 밴드로 하여금 대중의 폭발적인 인지도를 갖게 만들었다. 이때 싱글 음반 수요가 급격히 증가하면서 2006년 5월에 EMI에서 해당 싱글을 재발매하기도 했다. 그리고 재발매판 앨범으로 시규어 로스는 주류 음반시장의 평론가들로부터 큰 호평을 받았다.
이밖에도 드라마, 다큐멘터리, 2006년 축구 경기에 이르기까지 BBC 프로그램에서 이 곡이 자주 사용되었다. 영화 《칠드런 오브 맨》, 《슬럼독 밀리어네어》의 예고편에도 등장하였으며, 2006년 영화 《페넬로피》와 2011년 영화 《우리는 동물원을 샀다》의 사운드트랙에도 수록되었다. 톰슨 로이터, 옥스팜, 비어샛 등의 기업 광고에도 삽입되었으며, 대한민국에서는 《무한도전》 알래스카 특집과 레슬링 특집에 등장해 인지도를 올린 바 있다.
최근(2019) JTBC의 슈퍼밴드라는 밴드음악 프로그램에서 결승 라운드에 '호피폴라'팀이 편곡하고 연주하여 사람들에게 인지도를 올리고있다.

## 음반 차트
| 차트 (2005년)                     | 최고순위 |
| --------------------------------- | -------- |
| 영국 싱글 (더 오피셜 차트 컴퍼니) | 35위     |
| 차트 (2006년)                     | 최고순위 |
| 영국 싱글 (더 오피셜 차트 컴퍼니) | 24위     |

## 시케인의 리메이크판 <Poppiholla>
2009년 7월에는 아티스트 시케인이 이 곡의 반주를 리메이크하여 발매하였는데, 그 이름이 <Poppiholla>이다. 원래 곡명에서 p와 h의 자리를 바꾸어 'pop'이라는 단어를 만들고자 의도했던 것으로 알려졌다. 2009년 7월 13일 다섯 트랙으로 구성된 싱글음반으로 발매되었다.
<Poppiholla>는 2009년 7월 19일 영국 싱글 차트 7위에 올라섰으며 2009년 8월 2일까지 약 3주간 10위권을 유지하였다. 리메이크판 홍보 영상도 따로 제작되었으며 시케인의 컴필레이션 음반 <The Best of Chicane>에 이 곡이 수록된 채 재발매되었다. 이쪽 앨범은 영국 앨범차트 11위에 올랐으며 "Poppiholla"가 수록되지 않은 이전판의 최고 기록인 16위를 경신하였다. 시케인의 리메이크판은 영국 스카이 스포츠의 2009/10년 기네스 프리미어십 중계방송에서 사용되었으며 2부리그의 대거넘 레드브리지 F.C.가 홈경기 때마다 선수들이 등판하기 직전에 틀어주는 곡이기도 했다.

### 발매 정보
| 지역 | 날짜            | 포맷                     | 레이블        |
| ---- | --------------- | ------------------------ | ------------- |
| 영국 | 2009년 7월 13일 | 디지털 다운로드, CD 싱글 | 모데나 레코드 |

### 음반 차트
| 차트 (2009년)                     | 최고순위 |
| --------------------------------- | -------- |
| 영국 싱글 (더 오피셜 차트 컴퍼니) | 7위      |

연말 차트
| 차트 (2009년)                     | 순위  |
| --------------------------------- | ----- |
| 영국 싱글 (더 오피셜 차트 컴퍼니) | 136위 |